# Światowy Alians Ewangeliczny

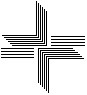
Logo Niemieckiego Aliansu Ewangelicznego

Światowy Alians Ewangeliczny – międzynarodowa organizacja stanowiąca porozumienie ewangelikalnych kościołów protestanckich z całego świata, a także innych ewangelikalnych organizacji, z siedzibą w Vancouver w Kanadzie.
Polskę w Światowym Aliansie Ewangelicznym reprezentuje Alians Ewangeliczny w RP.

## Charakterystyka
Światowy Alians Ewangeliczny założony został w 1951 r. w Londynie. Obecnie zrzesza on 420 milionów ewangelicznych chrześcijan. Na czele Aliansu stoi Rada Wykonawcza, której członkowie wybierani są spośród kandydatów pochodzących z różnych organizacji należących do Aliansu, reprezentujących różne kraje świata.
Walne Zgromadzenie Aliansu zjeżdża się raz na cztery lata, aby ustalić program działań oraz wybrać władze. Alians dzieli się na departamenty, alianse regionalne, komisje i służby.

## Wyznanie wiary
Wyznanie wiary Światowego Aliansu Ewangelicznego brzmi:

Wierzymy:
- w Pismo Święte jako pierwotnie dane przez Boga, natchnione, nieomylne, całkowicie godne zaufania, będące ostatecznym autorytetem we wszelkich sprawach wiary i postępowania...
- w jednego Boga, odwiecznie istniejącego w trzech osobach: Ojca, Syna i Ducha Świętego...
- w Pana naszego – Jezusa Chrystusa – Boga objawionego w ciele, w Jego dziewicze narodzenie, w Jego bezgrzeszne ludzkie życie, w Jego Boskie cuda, w Jego zastępczą i pojednawczą śmierć, w Jego cielesne zmartwychwstanie, w Jego wniebowstąpienie, w dzieło Jego pośrednictwa oraz w Jego osobisty powrót w mocy i chwale...
- w zbawienie zgubionego i grzesznego człowieka przez wiarę i niezależnie od uczynków dzięki przelanej krwi Pana Jezusa Chrystusa oraz w odrodzenie z Ducha Świętego...
- w Duch Święty, który zamieszkując w wierzącym umożliwia mu prowadzenie świętego życia, świadczenie i działanie dla Pana Jezusa Chrystusa...
- w jedność duchową wszystkich prawdziwych wierzących – Kościół – Ciało Chrystusa...
- w zmartwychwstanie zarówno zbawionych, jak i zgubionych; zbawionych na zmartwychwstanie życia, zaś zgubionych na zmartwychwstanie potępienia.

## Struktura
Światowy Alians Ewangeliczny dzieli się na siedem oddziałów regionalnych, które łącznie zrzeszają 128 narodowych aliansów ewangelicznych, 104 międzynarodowe organizacje i służby, 420 milionów wiernych i sześć służb specjalnych.

### Oddziały regionalne
- Afrykańskie Stowarzyszenie Ewangelicznych Chrześcijan, siedziba w Kenii
- Europejski Alians Ewangeliczny, siedziba w Wielkiej Brytanii (którego członkiem jest m.in. Alians Ewangeliczny w RP)
- Azjatycka Wspólnota Ewangeliczna, siedziba w Sri Lance
- Karaibskie Stowarzyszenie Ewangeliczne, siedziba w Barbados
- Wspólnota Ewangeliczna Południowego Pacyfiku, siedziba w Nowej Zelandii
- Latynoamerykańska Wspólnota Ewangeliczna, siedziba w Kostaryce
- Wspólnota Ewangelicznych Chrześcijan w Egipcie, siedziba w Egipcie
- Lokalna Rada Kościołów Ewangelicznych w Ziemi Świętej, siedziba w Izraelu (Jerozolima)
- Chrześcijańska Rada Korei, siedziba w Korei Południowej
- Wspólnota Ewangeliczna Kanady, siedziba w Kanadzie
- Narodowe Stowarzyszenie Ewangelicznych Chrześcijan w Stanach Zjednoczonych, siedziba w USA